# Дзюн Такахаші

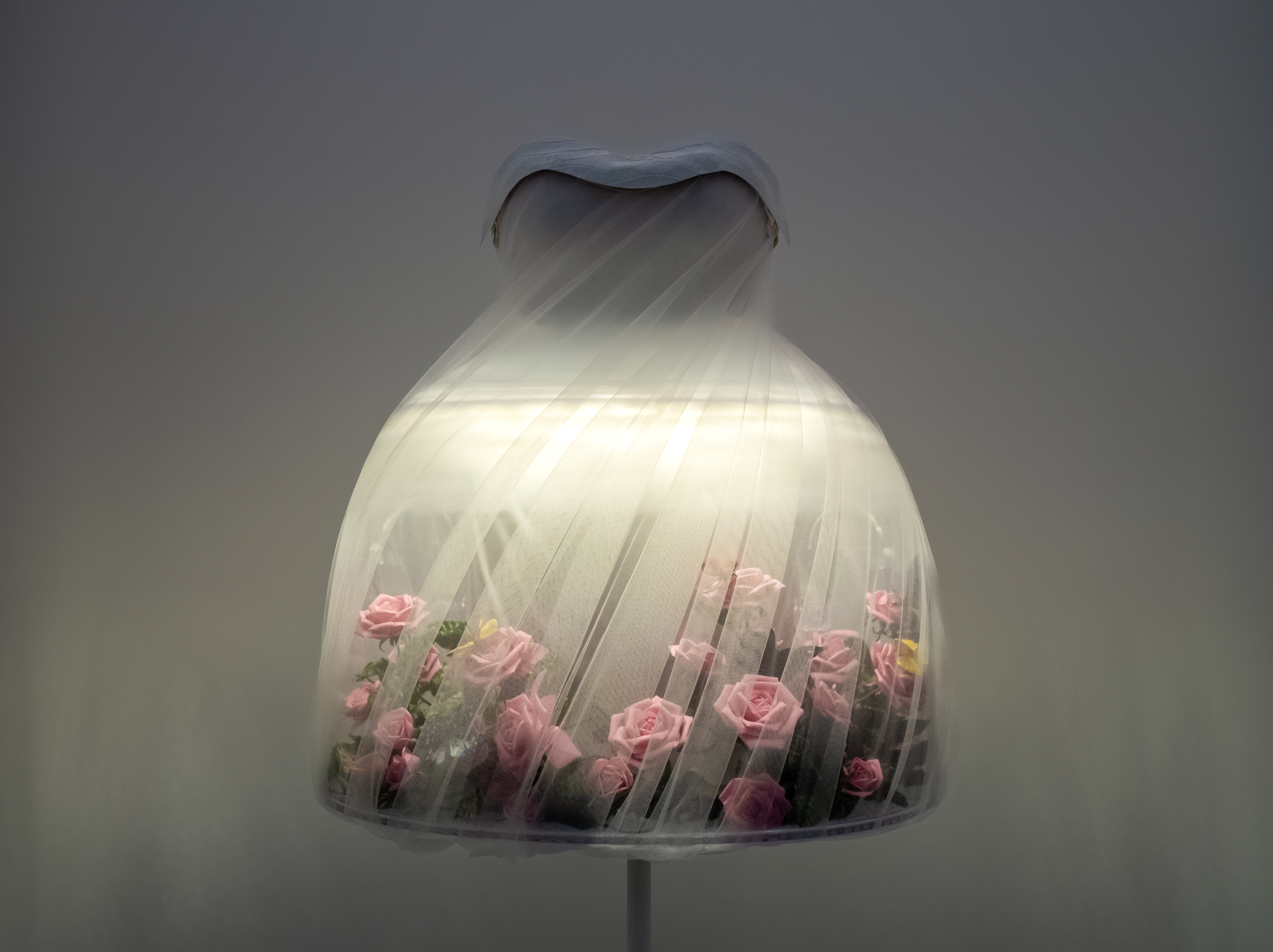
Сукня для колекції Undercover весна/літо 2024, представленої на виставці Sleeping Beauties: Reawakening Fashion у Метрополітен-музеї

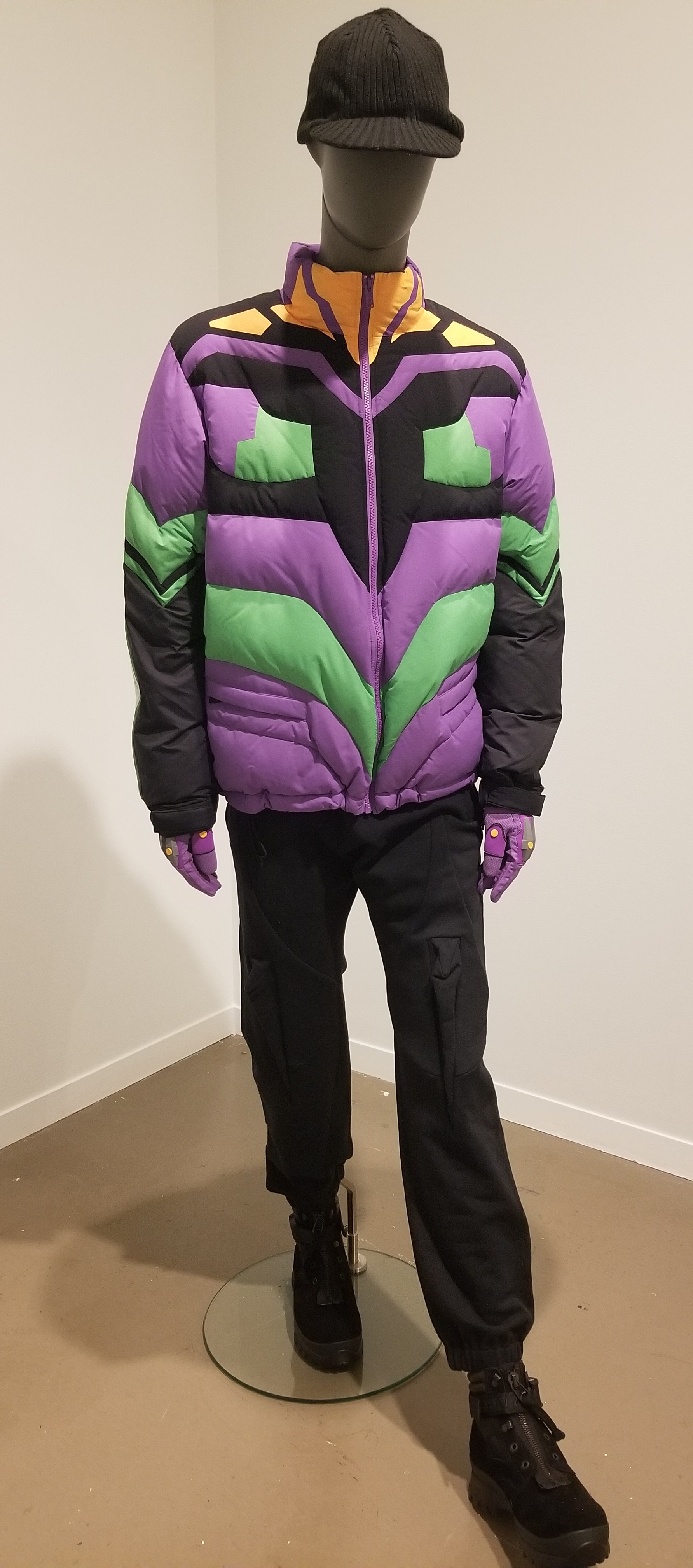
Look 27, Creep Very (осінь/зима 2021). Колекція, натхненна аніме Neon Genesis Evangelion.

## Раннє життя та освіта
Такахаші народився у місті Кірю, префектура Ґу́мма. Він навчався в середній школі Кірю Нісі, що в Гунмі. У 1988 році вступив на факультет моди у Коледж Моди Бунка. У вільний час був вокалістом кавер-гурту "Tokyo Sex Pistols", натхненним стилем Вів'єн Вествуд.

## Кар'єра
У 1993 році він заснував Undercover — бренд вуличного одягу преміум-класу для чоловіків, жінок та дітей. Також у 1993 році разом зі своїм другом Ніго заснував роздрібну мережу Nowhere в Ура-Харадзюку, засновником BAPE. У 1994–1995 роках він взяв участь у Тokyo Fashion Week. У 1995 році компанія Nowhere Ltd. відкрила свій магазин у Харадзюку
Японський дизайнер Рей Кавакубо, що створила бренд Comme des Garçons, стала наставником Джуна Такахаші і переконала його приїхати до Парижа. Паризький магазин Colette настільки полюбив його одяг, що попросив Такахаші представити свою колекцію 1998 року "Exchange" у їхньому магазині.
Бренд Undercover дебютував на Fashion Week в Парижі в жовтні 2002 року, представивши колекцію весна/літо 2003.
Такаші також створює лінії активного одягу для чоловіків і жінок під брендом Nike x Undercover Gyakusou у співпраці зі спортивним гігантом. Крім того, з 2011 року Такахаші співпрацює з Uniqlo для створення Uniqlo Undercover
У 2021 році Такахаші створив обкладинку та анімаційне музичне відео для «Creep (Very 2021 Rmx)», реміксованої версії пісні Radiohead 1992 року « Creep». Співак гурту Radiohead Том Йорк зробив ремікс для одного з модних показів Такаші. 

## Особисте життя
У Такахаші є син на ім'я Рін і дочка Лала Такахаші. Він одружений з Морішітою Ріко, з якою він співпрацював з Uniqlo.

## Нагороди та досягнення
У 1997 році він отримав головну нагороду New Face Prize у моді Mainichi, яку спонсорує національна щоденна газета Mainichi. У 2001 році він отримав головний приз у моді Mainichi, спонсорований національною щоденною газетою Mainichi. У 2013 році він вдруге отримав гран-прі в Mainichi Fashion Grand Prize. 

## Зовнішні посилання
- Блог Джун Такахаші
- Прикриття